# Abadon (lucha libre)
Monica Beadnell (nacida el 7 de abril de 1992) es una persona profesional de la lucha estadounidense que actualmente tiene contrato con All Elite Wrestling bajo el nombre de ring Abadon.

## Carrera de lucha libre profesional

### Carrera temprana
Ha entrenado bajo Al Snow y la Rocky Mountain Pro Academy, e hizo su debut en la lucha libre profesional el 18 de enero de 2019, en un evento de Respect Women's Wrestling, derrotando a Aria Aurora. Participó regularmente en Rocky Mountain Pro (RMP), ganando el Campeonato Rocky Mountain Pro Lockettes en dos ocasiones.

### All Elite Wrestling (2020-presente)
Abadon hizo su debut en All Elite Wrestling en AEW Dark el 4 de marzo de 2020, donde luchó contra Hikaru Shida. Hizo su debut en Dynamite el 17 de junio, derrotando a Anna Jay. Tras el combate, Abadon firmó un contrato a tiempo completo. El 22 de octubre sufrió una lesión en la garganta durante una lucha con Tay Conti que le obligó a estar fuera de la acción durante un mes. En el episodio del 25 de noviembre de Dynamite, Abadon regresó a All Elite Wrestling y se enfrentó a Hikaru Shida de nuevo, lo que provocó que Shida retrocediera con miedo y dejara caer el Campeonato Mundial Femenino de AEW. La disputa continuó durante varias semanas y concluiría el 7 de enero de 2021 en AEW New Year's Smash, donde Abadon perdió un combate contra Shida en el Campeonato Mundial Femenino de AEW. En el episodio del 29 de octubre de Rampage, Abadon se enfrentó a la Campeona Mundial Femenina Britt Baker en un combate Trick or Treat sin título, donde perdió ante Baker.
El 11 de noviembre de 2022, durante un combate contra Joey Ace en un evento de Warriors of Wrestling, Abadon sufrió una fractura de clavícula. Su regreso a AEW fue el 17 de mayo de 2023, en un combate previo a Dynamite, donde hizo equipo con Skye Blue y Willow Nightingale para derrotar al equipo formado por de Emi Sakura, Marina Shafir y Nyla Rose. En el episodio del 27 de octubre de 2023 de Rampage, Abadon se convirtió en la persona contendiente número uno por el Campeonato Mundial Femenino de AEW, tras derrotar a Anna Jay, Skye Blue y Willow Nightingale en una lucha de cuatro esquinas que marcó la primera aparición televisada de Abadon en casi dos años. La noche siguiente en Collision, Abadon desafió a Hikaru Shida por el Campeonato Mundial Femenino de AEW en una "Fright Night Fight", pero no tuvo éxito. En Worlds End en diciembre de 2023, Abadon desafió sin éxito a Julia Hart por el AEW TBS Championship.
En enero de 2024, Abadon hizo su debut en Ring of Honor (ROH). El 10 de febrero de 2024, en la grabación de Ring of Honor Wrestling, Abadon ingresó al torneo inaugural del Campeonato Mundial Femenino Televisado de Ring of Honor y en la primera ronda tuvo éxito derrotando a Viva Van y avanzó en la clasificación. Sin embargo, en la segunda ronda del torneo, Abadon se enfrentó a Mercedes Martínez pero no tuvo éxito.

## En Lucha
- Movimientos finales
  - Black Dahlia (Leg drop bulldog facebuster) - 2022-presente
  - Headshot (Hurricanrana driver) - 2020-presente
  - Gravedigger / Cemetary Drive (Gory neckbreaker) - 2020-presente
  - Legsweep DDT - 2021-2022
  - Reverse Twist Of Hate (Inverted front facelock cutter) - 2019-2020
  - Spear - 2019-2021
  - Twist Of Hate (Front facelock cutter) - 2019-2020
- Movimientos de firma
  - Body slam
  - Crossface
  - Diving crossbody
  - Double leg drop
  - Headbutt
  - Lariat
  - Low front dropkick
  - Military press facebuster
  - Military press slam
  - Running bulldog
  - Sitout rear mat slam
  - Sunset flip powerbomb
  - STO
- Temas de entrada
  - "Upside Down" por Bonesteel (RMP; 2019-2020)
  - "Brimstone" por  Mikey Rukus feat. Katie McCrimmon & Parker Yowell (AEW/ROH; 2019-presente)

## Vida personal
Abadon es una persona de género no binario y utiliza el pronombre they singular.

## Campeonatos y logros
- Rocky Mountain Pro
  - RMP Lockettes Championship (2 veces)